# Platycheirus gunillae
Platycheirus gunillae är en tvåvingeart som beskrevs av Barkalov och Nielsen 2008. Platycheirus gunillae ingår i släktet fotblomflugor, och familjen blomflugor. Inga underarter finns listade i Catalogue of Life.